# Alternative (Musik)
Alternative [ɒlˈtɜːnətɪv] ist ein musikalischer Sammelbegriff, der seit dem Ende der 1970er Jahre in den USA synonym für D.I.Y.-, Underground- und Independent-Musik genutzt wurde und in den 1990er Jahren als Abgrenzung zum damaligen Mainstream populär wurde. Der Begriff avancierte mit dem Erfolg von Grunge und Crossover international zur musikalischen Sammelbezeichnung. Mit steigendem Erfolg wuchs die Bezeichnung Alternative zunehmend zu einem umfassenden Sammelbegriff für jede Form von kommerziell erfolgreicher Musik, die sich aus dem Underground entwickelte.

## Marktpolitischer Aspekt des Begriffs

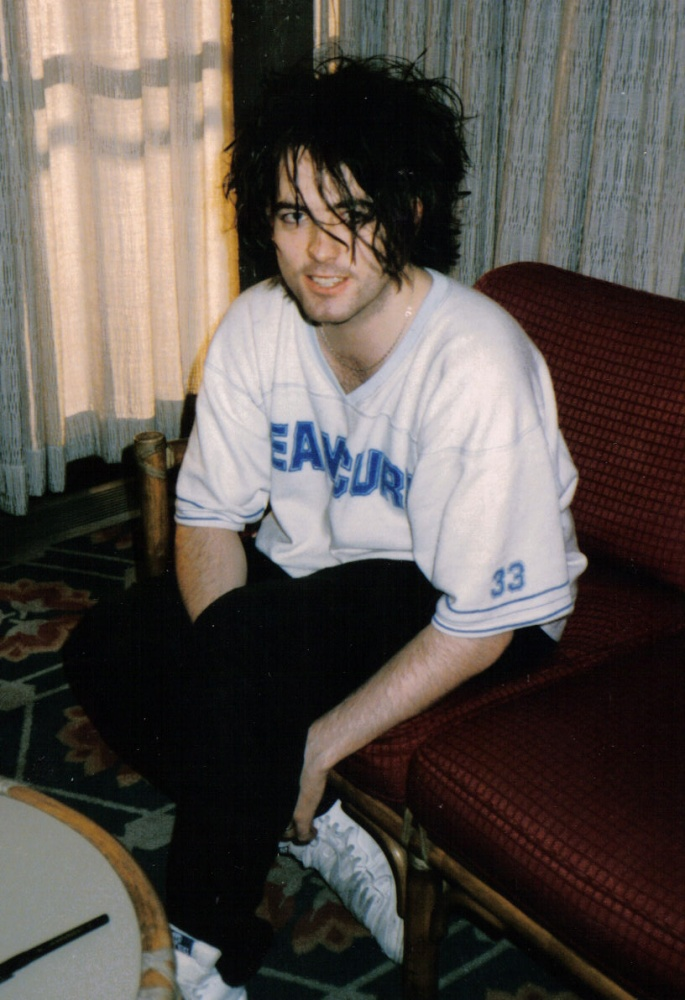
Robert Smith und The Cure waren Mitte der 1980er eine der etablierten Indie-Bands.

In den späten 1980ern und frühen 1990er Jahren entdeckten Major-Labels die Bands aus dem Independent-Umfeld für sich. Die Erfolge von so unterschiedlichen Interpreten wie The Stone Roses, Pixies, The Cure, R.E.M., U2, The Smiths oder Hüsker Dü veränderten die Wahrnehmung hinsichtlich der bisherigen Alternative-Musik. Bereits bekannte Bands konnten in der Folge dieser Entwicklung ebenso wie neue Interpreten Major-Verträge abschließen. Der Begriff „Alternative“ löste die an den Aspekt der kommerziellen Unabhängigkeit gebundene Bezeichnung Independent ab und rubriziert beiläufig Künstler, die sowohl auf einem Independent-Label, als auch auf einem Major-Label unter Vertrag stehen können. Vor diesem Hintergrund ist Alternative auch eine Dachbezeichnung, die aus marktpolitischen und medienwirksamen Gründen platziert wurde. Alternative überträgt somit auch die kreative Funktion des Underground in der Suche nach neuen Ausdrucksformen und Klangstrukturen in einen medial und marktwirtschaftlich genutzten und massenkompatibel ausgeprägten Kontext.

„Die Szene propagiert weiterhin Distanz, Andersartigkeit und Nonkonformität, die vermeintliche Alternative jedoch tendiert längst zum industriellen Mainstream. Massive Plattenverkäufe in Millionenhöhe, Stadien-Tourneen, eine wahnwitzige Flut an Merchandise-Artikeln und multimedial dokumentierte Allüren der Protagonisten versinnbildlichen den komplexen marktwirtschaftlichen Stellenwert eines Booms der bis in die Gegenwart [1996] anhält, sich selbst fortpflanzt und immer neue Varianten hervorbringt.“

## Regionaler Aspekt des Begriffs
Auch ein regionaler Bezug spielt eine Rolle. Der Begriff „Independent“ wurde in den USA kaum verwendet. Er setzte sich vor allem in Europa und Australien durch und wurde in Amerika vornehmlich für den britischen Independent gebraucht. Beachtet man die Ursprünge von Alternative, füllt dieser Begriff – aus der Sicht der Amerikaner – eine Lücke. Die These der Regionalität wird zudem gestützt durch die Ausweitung des Begriffs Alternative auf ursprünglich US-amerikanische Stile, die auch von Bands aus den USA dominiert werden (z. B. Alternative Country oder Alternative Metal).
Die MTV-Sendung „Alternative Nation“ trug seit 1992 entscheidend zur Verbreitung des Begriffes bei. In Deutschland trugen seit 1993 Zeitschriften wie das Zillo Musik-Magazin die Bezeichnung „alternativ(e)“ auf der Titelseite. Zu diesem Zeitpunkt waren die elektronischen Techno/House-Stile und kommerzieller R&B in den Musik-Charts dominierend.

## Entwicklung

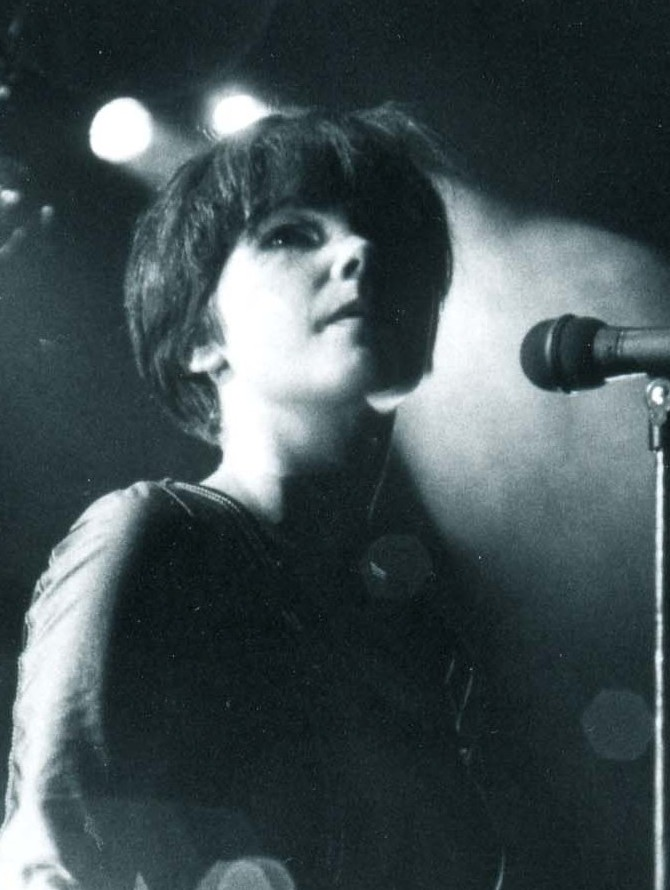
Im Zuge des Alternative-Hype hatte auch Björk internationalen Erfolg.

Die prägende Entwicklung des Alternative liegt insbesondere in der musikalischen Entwicklung der Post-Punk-Ära. Die Mitte der 1970er ist nach Dave Thompson der Ursprung des Alternative. Die Veröffentlichungen von Lou Reeds Metal Machine Music und Patti Smiths Album Horses sowie die Gründung der Sex Pistols zogen eine popkulturelle Welle nach sich, die eine anhaltende Vermengung von Musikstilen und fortwährende subkulturelle Entwicklung begründete. Insbesondere die Post-Punk-Ära zwischen 1978 und 1984 wird in Hinblick auf die kreative und musikalische Entwicklung von Simon Reynolds als ebenso kulturell einflussreich wie die 1960er Jahre bezeichnet.
Nachdem für die Musik dieser Phase anfänglich noch Begriffe wie New Musik, New Wave, Independent und Post-Punk genutzt wurden, kam der Terminus Alternative in den USA in der Mitte der 1980er auf und etablierte sich in den 1990ern. Als in dieser Zeit Nirvana im September 1991 Nevermind veröffentlichten, erlebten sie und der gesamte Alternative einen nachhaltigen Hype, der die Musiklandschaft veränderte.

## Stilistische und jugendkulturelle Vielfalt
Unter der Bezeichnung Alternative subsumiert sich eine Vielzahl musikalischer Genres. Die Stile sind weitreichend divergent und reichen neben den großen Bereichen Alternative Rock, Alternative Metal und Alternative Country auch in die Popmusik, Electronica und Elektronische Tanzmusik sowie Hip-Hop. Die Musikstile des Alternative sind dabei weder dem Mainstream noch dem Underground zuzurechnen und werden zeitweise einem Mainstream der Minderheiten zugeordnet. Hierunter fallen unter vielen anderem zum Beispiel Garage Rock, Trip-Hop, Big Beat, Dark Rock, Electroclash oder Future Pop. Rückwirkend werden auch häufig solche Stile dem Alternative zugerechnet, die bereits vor der Etablierung des Begriffs populär waren.
Dave Thompson subsumierte die gesamte stilistische Entwicklung, welche der Proto-Punk nach sich zog unter dem Begriff Alternativ. In diesem umfassenden Begriffsverständnis fallen auch Punk, Gothic Rock oder Synthie-Pop in den Alternative.
In der stilistischen Vielfalt entwickelten sich auch nach den für den Alternative prägenden 1990ern unterschiedliche Jugendkulturen wie Nu Metal, Emo oder Grunge auf der Basis musikalischer Stile aus dem Pool des sich stetig erneuernden Alternative.